# Rei visigot
El rei visigot era la màxima autoritat dels visigots i dels romans que estaven sotmesos a la seva sobirania. Primerament un cabdill guerrer, va anar guanyant en potestat passant a ser sobirà de pobles i monarca tradicional, amb un poder immens però també amb limitacions: no podia anar contra la llei i estava obligat a procurar el bé de la pàtria; segurament arran d'això, en data indeterminada, es va establir el jurament de fidelitat dels súbdits al monarca.
El rei tenia un Officium a palau compost de diversos càrrecs de nomenament real i revocables a voluntat del rei. També designava el rei als metropolitans i sovint, a través d'aquests, als bisbes (no es coneix cap cas que un candidat del rei per a un bisbat no hagués estat acceptat pel metropolità).
Si un jutge havia d'entendre d'un cas per al que hagués una norma aplicable en les lleis visigodes, havia d'enviar a les parts al rei, qui en aquest cas legislava per a futurs casos.
En alguns casos que per la personalitat dels sotmesos a judici s'elevava l'assumpte al rei, aquest podia jutjar pel seu compte o delegar en el dux o en el comte de la ciutat.
Al rei corresponia assegurar el pagament d'un sou a cada governador provincial romà. Els sous pagats pel rei als governadors i altres funcionaris (principalment palatins) procedien dels ingressos de les terres reals.
El rei podia decretar confiscacions i expropiacions, que incrementaven les seves terres, les quals també augmentaven per llegats, i per confiscacions i expropiacions ordenats per altres autoritats. El rei concedia alguna d'aquestes terres a particulars (gots o romans) en pagament de bons serveis, encara que ocorria algunes vegades que certs particulars usurpaven terres reals; les concessions de terres reals pel rei constituïen propietats privades dins d'aquelles. Els particulars que rebien concessions les posseïen a perpetuïtat però havien de pagar les rendes i drets fiscals al Tresor real. Un funcionari de les terres reals que posés en dubte un títol d'adjudicació, podia ser castigat.
Els membres del officium del governador provincial no podien acceptar suborns per acceptar litigants i altres persones davant el governador, o per excloure a altres de les audiències; si es comprovava un suborn la pena fixada era la mort, i en tot cas devia adonar-se al rei.
El rei podia perdonar un impost determinat del qual ja s'hagués pagat una part però no podia alliberar a ningú de pagar impostos en general, car era contrari a la Llei i ni el mateix monarca podia dictar normes contràries a les lleis.
Un provincial defraudat per un agent o procurador de terres reals podia presentar el seu cas al rei; el culpable podia ser condemnat a la foguera.
La falta de provisions a les guarnicions i fortaleses (i a les tropes de batalla) havia de ser comunicada al Praepositus hostis qui devia notificar-la al rei.
L'administració de justícia en la seva més alta instància, corresponia al rei, que podia jutjar a més qualsevol assumpte. Les persones de l'antiga classe senatorial (no tots els senadors o terratinents tenien rang nobiliari senatorial) tenien dret a ser jutjats directament pel rei, encara que aquest normalment delegava en cinc nobles. Si l'acusat era una persona massa important o poderosa, de nacionalitat visigoda, el jutge podia remetre l'assumpte al rei, qui podia jutjar-lo pel seu compte o delegar en el dux o en el comte. Si un magnat impedia jutjar a un acusat, o bé la presència de testimonis en un tribunal, el cas era portat al rei, i si no era possible al bisbe local o al dux provincial.
Si un provincial (ciutadà de províncies) era defraudat per un agent d'una propietat real podia presentar el seu cas davant el mateix rei evitant la jurisdicció del governador provincial.
Els reus que es confessaven culpables d'un delicte important (homicidi, adulteri, màgia, enverinament o deutes al tresor), o que eren manifestament culpables, o en casos de deutes evidents al tresor, es creu que sol tenien la possibilitat d'apel·lar al rei, encara que aquest extrem no és clar. Un litigant que perdia dues vegades una causa civil no podia intentar-ho de nou però podia suplicar al rei la reobertura del cas.
Si arribava l'en el cas que els béns d'un curial (Consellers de les ciutats) eren tan escassos que no podia desenvolupar adequadament el seu lloc, el cas havia de ser plantejat al rei. Encara que els curials no estaven exempts de penes corporals, s'aconsellava (si arribava el cas) un tracte tou, i sols podien ser torturats després de plantejar el cas al rei, menys en cas de delictes considerats especialment greus (concretament la falsificació de testaments i de documents públics). El curial que transgredia la Llei que regulava l'ocupació dels càrrecs de defensor i curador, després de ser destituït havia de ser enviat al rei perquè li apliqués el càstig corresponent.
El rei nomenava entre magnats gots amb noblesa als comtes de les diverses ciutats del Regne.
Els assumptes encarregats pel rei, tant als magnats com a bisbes (catòlics i arrians primer i després sols catòlics) tenien prioritat sobre altres temes particulars o referits als seus càrrecs.
En algunes ocasions (pel que sembla eren la majoria) el rei designava a laics o clergues per a les seus episcopals.